# Eleazar ben Hanania
Pour les articles homonymes, voir Anania.
Eleazar ben Hanania (hébreu : אלעזר בן חנניה, Eléazar ben Hanania ; grec : Ἐλεάζαρος υἱὸς Ἀνανία, Eleazaros uios Anania) est un capitaine de la police du Temple, à la tête d'une faction zélote de Jérusalem lors de la première guerre judéo-romaine.

## Éléments biographiques
Eléazar est le fils d’Ananias de Nébédée, qui avait été Grand-prêtre du Second Temple de Jérusalem. Lui-même occupe une place importante dans la tenue du culte, puisqu'il est capitaine du Temple.
En 66, le procurateur de Judée, Gessius Florus, envoie des hommes prélever dix-sept Talents dans le trésor du Temple « prétextant le service de l'empereur »,, car Jérusalem et les contrées environnantes étaient en retard de paiement du tribut pour un montant de quarante talents. Les Juifs protestent et insultent le procurateur qui réagit en faisant arrêter trois-mille six cents manifestants selon Josèphe, qui exagère peut-être. Nombre d'entre-eux sont flagellés puis crucifiés. Parmi eux des femmes et surtout des citoyens romains appartenant à l'ordre équestre, ce qui viole l'usage romain qui veut que les citoyens romains relèvent de la justice impériale. Après le départ de Florus, le roi Agrippa II parvient à convaincre certaines autorités de l'aider à collecter dans la région de Jérusalem les impôts qui n'étaient pas payés. Puis dans un second discours, Agrippa invite la population de Jérusalem à obéir à Gessius Florus, en faisant confiance à l'arbitrage de l'empereur. Il est immédiatement conspué par la foule, qui se rappelle les morts et les exactions commises, des pierres volent même dans sa direction. Il est contraint de quitter précipitamment Jérusalem et sa sœur l'accompagne.
Éléazar parvient à convaincre les jeunes prêtres de cesser les offrandes quotidiennes pour le salut de l'empereur et à ne plus accepter d'offrandes de non-Juifs, un acte hautement symbolique qui revient à déclarer la guerre aux Romains. Au même moment, les Sicaires, conduits par Menahem, s'emparent de la forteresse de Massada.
Selon la tradition rabbinique, l'opinion d'Eléazar l'emporte sur celle de prêtres qui préfèreraient ne pas manifester leur mécontentement devant les Romains, dont son père et son oncle Hizqiya, grâce à Zekharya ben Amphicalos, un prêtre appartenant à l'école de Shammaï qui se prononce en faveur d'Eléazar.
Hérode Agrippa II envoie un détachement de trente mille hommes pour ramener le calme à Jérusalem. À leur arrivée, ils constatent que les Zélotes ont, sous le commandement d'Eléazar, pris le contrôle de la ville basse et du Temple. Ils se regroupent alors autour de la forteresse Antonia et d'autres places fortes situées le haut de la ville, dont Hippicus, Phasælus et Mariamne, où règne encore une présence militaire romaine.
Le mouvement zélote gagne les sphères populaires. La haute ville est à son tour conquise, les maisons des riches pillées, le palais royal brûlé ainsi que les archives où étaient consignées les dettes. Eléazar assiège la forteresse Antonia, autorisant la garde hérodienne et les Juifs à en sortir, mais non les légionnaires romains.
Le 17 eloul, les Romains capitulent, acceptant de se retirer de Juda et de Jérusalem et de rendre leurs armes en échange de la vie sauve mais les rebelles les massacrent, ce qui est considéré par Josèphe comme un point tournant du conflit car la reddition n'est plus une option.
Menahem arrive à Jérusalem paré d'habits royaux, s'arroge la tête de la révolte et tue le Grand-prêtre Hanania ainsi que son frère Hizqiya. Eleazar conspire avec les Zélotes contre Menahem et parvient à le faire déposer.
Lorsque la révolte s'étend à tout le pays et s'organise, Eléazar ben Hanania est nommé général de l'Idumée avec Josué ben Sapphias.

### Confusions d'identité
Eléazar aurait fait frapper des pièces à son nom (Eleazar HaCohen), avec l'inscription « première année de la libération de Jérusalem ». Toutefois, il est probable qu'il ait été confondu avec Eleazar ben Shimon, autre chef de la révolte d'ascendance sacerdotale.
Il ne peut être davantage identifié à Eleazar ben Hanania ben Hizqiya ben Gourion (ou Garon), fils de l'auteur de la Meguillat Taanit, comme l'a fait Heinrich Graetz. Marcus Jastrow et Samuel Mendelsohn l'assimilent par ailleurs à Hanania ben Hizqiya ben Gourion lui-même : ils affirment en effet que c'est dans la maison d'Eléazar ben Hanania et non dans celle de Hanania ben Gourion que les disciples de Shammaï et ceux de Hillel se seraient retrouvés, à la suite de quoi dix-huit mesures shammaïtes auraient été adoptées contre le gré des Hillélites.
L'auteur du Yossippon (ch. 95-97) le confond également avec Eleazar Ben Yair, successeur de Menahem à la tête des Sicaires et chef des assiégés de la forteresse de Massada.

## Source
- Cet article contient des extraits de l'article « ELEAZAR: » par Emil G. Hirsch, Eduard König, Samuel Krauss & Richard Gottheil de la Jewish Encyclopedia de 1901–1906 dont le contenu se trouve dans le domaine public.